# Schussfestigkeit
Schussfestigkeit bezeichnet eine erwünschte Eigenschaft bei Tieren, insbesondere bei Jagdhunden, Diensthunden und Schutzhunden sowie bei Jagd-, Polizei-, Kavallerie- und Trainpferden und Armeepferden allgemein. Ein schussfestes Tier sollte möglichst wenig auf Knallen und Schüsse reagieren. 
Eine gewisse Schussfestigkeit sollte von jedem gesunden und nervenfesten Hund verlangt werden können. Langsames Gewöhnen an laute Geräusche ist beim Junghund erforderlich. In Zuchtverbänden wird die Schussfestigkeit durch Prüfungen dokumentiert. Im Pferdehandel kann das Überprüfen der Schussfestigkeit Teil der Ankaufsuntersuchung sein.
Schussfestigkeit soll beim Hund häufig dadurch erreicht werden, dass schon in der Frühsterziehung regelmäßig in unmittelbarer Nähe des Hundes geschossen wird. Unklar ist allerdings, ob Schussfestigkeit tatsächlich eine Frage der Prägung oder der Ausbildung ist.

## Weitere Begriffsverwendung
Neben der Bedeutung in Verhaltensbiologie wird der Begriff schussfest oder Schussfestigkeit auch zur Eigenschaftsbeschreibung von Schusswaffen und deren Anbauteilen verwendet. Insbesondere bei Zielfernrohren ist Schussfestigkeit die Vorbedingung für Wiederholgenauigkeit und sicheres Zielen. Zur Messung werden Ziellinienprüfgeräte (auch als Kollimator bekannt) benutzt.